# Альнпек, Иоганн
Иоганн Альнпек (Аламбек, Алембек, Альпехг, Алембер; также Ян или Иоанн (дата рождения неизвестна — 1636) — львовский аптекарь, общественный деятель, писатель.
Родился в семье немецкого горожанина. В 1582-1588 годах учился на аптекарских курсах во Вроцлаве (Польша), получил специальность аптекаря. В 1591 учился в Падуанском университете. Принимал активное участие в общественной жизни Львова. Избирался советником, бургомистром магистрата. Выступал против господствующей верхушки города, за что не раз был заключен городской властью и лишен гражданства. Работая в должности советника и бургомистра, заботился о городском имуществе, много сил вложил в борьбу с эпидемиями 1602 и 1623.
Автор сочинений «Логика», «Книги Клопотни», «Iменник», которые не дошли до нашего времени, а также описания эпидемии 1623 и латиноязычной «Топографии города Львова», написанной около 1603-05 и опубликованной в 6-томном сборнике Г. Брауна «Описание выдающихся городов мира» (Кельн, 1618). Переведена на польский язык в 1936 году «Топография» — важный источник для изучения средневекового Львова.
Скончался в городе Львов.